# Meriania cordifolia
Meriania cordifolia là một loài thực vật có hoa trong họ Mua. Loài này được (H. Karst.) Cogn. mô tả khoa học đầu tiên năm 1891.